# 丸果尻ゆうこ
丸果尻 ゆうこ（まるかじり ゆうこ、1985年6月3日 - ）は、日本の元グラビアアイドル。宮崎県日南市出身。オフィスGGW所属していた。

## 来歴・人物
- 趣味は穴を埋める作業[5]、フルーツ柄の水着集め。
- 特技はどんな果物も皮ごと食べること[6]。元々「フルーツを丸ごと食べるという芸でどこまで行けるか」に挑戦しており、2年ほど経過したところでグラビア活動を始めることになったという[7]。
- 2010年、『ZAK THEQUEEN 2010』に選ばれる[2]。
- ボーイズラブ漫画、およびテニスの王子様を好む[8]。
- 2015年5月15日に配信されたガールズグラウンドレスリングチャンネル（ニコニコ動画）において、同日をもって芸能活動を終了することを発表した[3]。

## 出演作品

### テレビ
- スパニチ!!「キョクターン」(TBS) - 2011年7月3日、ドラゴンフルーツの丸かじり芸を披露[9]。
- スパモク!!「キョクターン」(TBS) - 2012年2月2日、「ほしゃドル」（ほっしゃん。の真似をするアイドルのこと）としてうどんを鼻からすすって口から出す芸を披露[10]。
- ガチガセ（日本テレビ） - 2012年4月27日
- くだまき八兵衛X（テレビ東京） - 2012年6月22日、2012年9月14日
- ランク王国 (TBS) - 2014年9月7日、ボディソープTOP10のVTR出演

### インターネット
- ニコニコ動画公式ガールズグラウンドレスリングチャンネル（レギュラー出演）
- ZAK THEQUEEN 2010
- 講談社image.tvにグラビア掲載
- デカケル.jp

### 雑誌
- BLACK BOX
- Cream
- 漫画アクション
- 週刊SPA!「みうらじゅん×リリー・フランキーのグラビアン魂」
- 週刊プレイボーイ
- Be jean

### 書籍
- W100 LIVEアイドル
- みうまん2 a will（仲村みう原作）漫画に登場

### DVD
- まるっとまるまる、まるカジリーナ（2012年1月25日、アイドルファクトリー）
- 楽園ドール（2013年1月25日、アイドルファクトリー）
- ○○成育日誌（2014年2月28日、エスデジタル）
- まるまる愛ランド（2014年5月30日、エスデジタル）
- 愛と幻想の丸果尻ゆうこ（2014年10月15日、Picoche）